# Lista de ilhas da Europa por área
Este artigo consiste numa lista de ilhas da Europa ordenadas por área.

## Ilhas com mais de 200 km²
| Posição | Ilha                           | Área (km²) | Países/regiões                                               | Notas |
| ------- | ------------------------------ | ---------- | ------------------------------------------------------------ | --- |
| 1       | Grã-Bretanha                   | 229 848    | Reino Unido ( Escócia, Inglaterra e País de Gales)           | Maior ilha da Europa. Maior ilha do Reino Unido (73% da área do país)                                                                   |
| 2       | Islândia                       | 101 826    | Islândia                                                     | Maior ilha da Islândia (99% do país) |
| 3       | Irlanda                        | 84 421     | Irlanda, Reino Unido (Irlanda do Norte)                      | Maior ilha da república da Irlanda. |
| 4       | Ilha Setentrional              | 47 079     | Rússia                                                       | Ilha mais a norte da Nova Zembla. Maior ilha europeia da Rússia.                                                                        |
| 5       | Spitsbergen                    | 37 673     | Noruega (Svalbard)                                           | Maior ilha de Svalbard (62% da sua área total) e da Noruega.                                                                            |
| 6       | Ilha Meridional                | 33 246     | Rússia                                                       | Ilha mais a sul da Nova Zembla. |
| 7       | Sicília                        | 25 662     | Itália                                                       | Maior ilha de Itália, maior ilha do Mar Mediterrâneo.                                                                                   |
| 8       | Sardenha                       | 23 949     | Itália                                                       | |
| 9       | Terra do Nordeste              | 14 443     | Noruega (Svalbard)                                           | |
| 10      | Chipre                         | 9 251      | Chipre · Chipre do Norte · Reino Unido (Acrotíri e Deceleia) | Sujeita a uma disputa territorial entre a República de Chipre e a República Turca de Chipre do Norte. Geograficamente incluída na Ásia. |
| 11      | Córsega                        | 8 741      | França                                                       | Maior ilha europeia de França. |
| 12      | Creta                          | 8 312      | Grécia                                                       | Maior ilha da Grécia. |
| 13      | Zelândia                       | 7 180      | Dinamarca                                                    | Maior ilha europeia da Dinamarca. |
| 14      | Ilha Edge                      | 5 074      | Noruega (Svalbard)                                           | |
| 15      | Ilha da Jutlândia do Norte     | 4 685      | Dinamarca                                                    | |
| 16      | Eubeia                         | 3 655      | Grécia                                                       | |
| 17      | Maiorca                        | 3 640      | Espanha                                                      | Maior ilha europeia de Espanha. |
| 18      | Kolguyev                       | 3 497      | Rússia                                                       | |
| 19      | Ilha Vaigatch                  | 3 329      | Rússia                                                       | |
| 20      | Gotlândia                      | 2 994      | Suécia                                                       | Maior ilha da Suécia. Maior ilha do Mar Báltico.                                                                                        |
| 21      | Fiónia                         | 2 984      | Dinamarca                                                    | |
| 22      | Terra do Príncipe Jorge        | 2 821      | Rússia                                                       | Maior ilha do Terra de Francisco José.                                                                                                  |
| 23      | Saaremaa                       | 2 672      | Estónia                                                      | Maior ilha da Estónia. |
| 24      | Terra de Wilczek               | 2 203      | Rússia                                                       | |
| 25      | Ilha de Hinn                   | 2 198      | Noruega                                                      | |
| 26      | Lewis e Harris                 | 2 179      | Reino Unido ( Escócia)                                       | |
| 27      | Ilha de Skye                   | 1 656      | Reino Unido ( Escócia)                                       | |
| 28      | Soisalo                        | 1 638      | Finlândia                                                    | Maior ilha da Finlândia. Maior ilha em água doce da Europa.                                                                             |
| 29      | Lesbos                         | 1 630      | Grécia                                                       | |
| 30      | Senja                          | 1 586      | Noruega                                                      | |
| 31      | Ilha de Graham Bell            | 1 557      | Rússia                                                       | |
| 32      | Rodes                          | 1 398      | Grécia                                                       | |
| 33      | Olândia                        | 1 347      | Suécia                                                       | |
| 34      | Ilha de Barents                | 1 288      | Noruega (Svalbard)                                           | |
| 35      | Lolândia                       | 1 243      | Dinamarca                                                    | |
| 36      | Södertörn-Nacka                | 1 207      | Suécia                                                       | |
| 37      | Terra de Alexandra             | 1 095      | Rússia                                                       | |
| 38      | Ilha de Hall                   | 1 049      | Rússia                                                       | |
| 39      | Hiiumaa                        | 989        | Estónia                                                      | |
| 40      | Mainland                       | 969        | Reino Unido ( Escócia)                                       | Ilha principal das Ilhas Shetland. |
| 41      | Ilha de Salisbury              | 960        | Rússia                                                       | |
| 42      | Rúgia                          | 926        | Alemanha                                                     | Maior ilha da Alemanha. |
| 43      | Ilha de Mull                   | 875        | Reino Unido ( Escócia)                                       | |
| 44      | Ilha Lang                      | 850        | Noruega                                                      | |
| 45      | Quios                          | 842        | Grécia                                                       | |
| 46      | Ilha Sør                       | 811        | Noruega                                                      | |
| 47      | Cefalónia                      | 781        | Grécia                                                       | |
| 48      | Ilha de São Miguel             | 759        | Portugal                                                     | Maior ilha de Portugal. |
| 49      | Ilha Mejdusharski              | 748        | Rússia                                                       | |
| 50      | Ilha da Madeira                | 741        | Portugal                                                     | Politicamente parte da Europa; geograficamente mais próxima de África.                                                                  |
| 51      | Ilha Kval (em Troms)           | 737        | Noruega                                                      | |
| 52      | Anglesey                       | 714        | Reino Unido ( País de Gales)                                 | Inclui a Ilha Holy (39,4 km²), separada da ilha por um canal muito estreito.                                                            |
| 53      | Menorca                        | 694        | Espanha                                                      | |
| 54      | Fasta Åland                    | 685        | Finlândia ( Alanda)                                          | Ilha principal das Ilhas Alanda. |
| 55      | Ilha Kvit                      | 682        | Noruega (Svalbard)                                           | |
| 56      | Ilha Ringvass                  | 656        | Noruega                                                      | |
| 57      | Islay                          | 620        | Reino Unido ( Escócia)                                       | |
| 58      | Promontório do Príncipe Carlos | 615        | Noruega (Svalbard)                                           | |
| 59      | Ilha MacClintok                | 612        | Rússia                                                       | |
| 60      | Corfu                          | 592        | Grécia                                                       | |
| 61      | Bornholm                       | 588        | Dinamarca                                                    | |
| 62      | Hitra                          | 572        | Noruega                                                      | |
| 63      | Ilha de Man                    | 572        | Ilha de Man                                                  | Dependência da Coroa Britânica. |
| 64      | Ibiza                          | 571        | Espanha                                                      | |
| 65      | Seilândia                      | 559        | Noruega                                                      | |
| 66      | Ilha Austvåg                   | 527        | Noruega                                                      | |
| 67      | Kimitoön                       | 524        | Finlândia                                                    | |
| 68      | Mainland                       | 523        | Reino Unido ( Escócia)                                       | Ilha principal das Órcades.. |
| 69      | Ilha Jackson                   | 521        | Rússia                                                       | |
| 70      | Falster                        | 514        | Dinamarca                                                    | |
| 71      | Ilha And                       | 489        | Noruega                                                      | |
| 72      | Ilha La Roncière               | 478        | Rússia                                                       | |
| 73      | Samos                          | 476        | Grécia                                                       | |
| 74      | Lemnos                         | 476        | Grécia                                                       | |
| 75      | Ilha Hooker                    | 460        | Rússia                                                       | |
| 76      | Ilha Ziegler                   | 448        | Rússia                                                       | |
| 77      | Ilha do Pico                   | 446        | Portugal                                                     | |
| 78      | Usedom                         | 445        | Alemanha · Polónia                                           | |
| 79      | Ilha Mager                     | 437        | Noruega                                                      | |
| 80      | Ilha de Arran                  | 432        | Reino Unido ( Escócia)                                       | |
| 81      | Naxos                          | 428        | Grécia                                                       | |
| 82      | Ilha Vestvåg                   | 411        | Noruega                                                      | |
| 83      | Zacinto                        | 406        | Grécia                                                       | |
| 84      | Krk                            | 406        | Croácia                                                      | Maior ilha da Croácia. |
| 85      | Cres                           | 406        | Croácia                                                      | Apenas 0,02 km² menor do que Krk. |
| 86      | Ilha Terceira                  | 403        | Portugal                                                     | |
| 87      | Brač                           | 395        | Croácia                                                      | |
| 88      | Ilha de Wight                  | 381        | Reino Unido ( Inglaterra)                                    | |
| 89      | Jan Mayen                      | 380        | Noruega                                                      | |
| 90      | Andros                         | 380        | Grécia                                                       | |
| 91      | Tasos                          | 379        | Grécia                                                       | |
| 92      | Ilha Champ                     | 374        | Rússia                                                       | |
| 93      | Ilha Streym                    | 374        | Dinamarca ( Ilhas Faroé)                                     | |
| 94      | Ilha Luigi                     | 371        | Rússia                                                       | |
| 95      | Ilha Mors                      | 368        | Dinamarca                                                    | |
| 96      | Jura                           | 367        | Reino Unido ( Escócia)                                       | |
| 97      | Orust                          | 346        | Suécia                                                       | |
| 98      | Ilha Salm                      | 344        | Rússia                                                       | |
| 99      | Ilha Kval (na Finamarca)       | 336        | Noruega                                                      | |
| 100     | Ilha Carlos Alexandre          | 329        | Rússia                                                       | |
| 101     | Ilha Oster                     | 329        | Noruega                                                      | |
| 102     | Als                            | 321        | Dinamarca                                                    | |
| 103     | Uist do Sul                    | 320        | Reino Unido ( Escócia)                                       | Nas [[Órcades. |
| 104     | Lêucade                        | 303        | Grécia                                                       | |
| 105     | Uist do Norte                  | 303        | Reino Unido ( Escócia)                                       | Nas [[Órcades. |
| 106     | Cárpatos                       | 301        | Grécia                                                       | |
| 107     | Hvar                           | 300        | Croácia                                                      | |
| 108     | Ilha Rodolfo                   | 296        | Rússia                                                       | |
| 109     | Cós                            | 290        | Grécia                                                       | |
| 110     | Ilha Northbrook                | 289        | Rússia                                                       | |
| 111     | Ilha Eva-Liv                   | 288        | Rússia                                                       | |
| 112     | Ilha Oriental                  | 286        | Dinamarca ( Ilhas Faroé)                                     | |
| 113     | Pag                            | 285        | Croácia                                                      | |
| 114     | Langeland                      | 284        | Dinamarca                                                    | |
| 115     | Imbros                         | 279        | Turquia                                                      | Maior ilha europeia da Turquia.. |
| 116     | Citera                         | 278        | Grécia                                                       | |
| 117     | Korčula                        | 276        | Croácia                                                      | |
| 118     | Ilha Arn                       | 276        | Noruega                                                      | |
| 119     | Ilha Wolin                     | 265        | Polónia                                                      | |
| 120     | Icária                         | 255        | Grécia                                                       | |
| 121     | Ilha Bolshoi Solovetski        | 246        | Rússia                                                       | Ilha principal das Ilhas Solovetski. |
| 122     | Malta                          | 246        | Malta                                                        | Maior ilha de Malta (78% da área do país).                                                                                              |
| 123     | Ilha de São Jorge              | 246        | Portugal                                                     | |
| 124     | Ilha Stord                     | 241        | Noruega                                                      | |
| 125     | Ilha da Cidade Nova de Viena   | 237        | Rússia                                                       | |
| 126     | Ilha Vanna                     | 232        | Noruega                                                      | |
| 127     | Ilha Stjern                    | 231        | Noruega                                                      | |
| 128     | Møn                            | 226        | Dinamarca                                                    | |
| 129     | Elba                           | 224        | Itália                                                       | |
| 130     | Smøla                          | 218        | Noruega                                                      | |
| 131     | Yell                           | 212        | Reino Unido ( Escócia)                                       | Nas ilhas Shetland. |
| 132     | Esquiro                        | 209        | Grécia                                                       | |
| 133     | Muhu                           | 206        | Estónia                                                      | |

## Ilhas com entre 100–200 km²
| Posição | Ilha               | Área (km²) | País/Região              |
| ------- | ------------------ | ---------- | ------------------------ |
| 134     | Hisingen           | 199        | Suécia                   |
| 135     | Ilha Tysnes        | 198        | Noruega                  |
| 136     | Hailuoto           | 195        | Finlândia                |
| 137     | Tinos              | 195        | Grécia                   |
| 138     | Paros              | 194        | Grécia                   |
| 139     | Ilha Bruce         | 191        | Rússia                   |
| 140     | Ilha do Rei        | 191        | Noruega (Svalbard)       |
| 141     | Ilha de Oléron     | 190        | França                   |
| 142     | Ilha Tjeld         | 187        | Noruega                  |
| 143     | Ilha Moskenes      | 186        | Noruega                  |
| 144     | Fehmarn            | 185        | Alemanha                 |
| 145     | Ilha Värmd         | 181        | Sweden                   |
| 146     | Ilha do Urso       | 178        | Noruega (Svalbard)       |
| 147     | Samotrácia         | 178        | Grécia                   |
| 148     | Ilha Karm          | 177        | Noruega                  |
| 149     | Sotra              | 176        | Noruega                  |
| 150     | Vágar              | 176        | Dinamarca ( Ilhas Faroé) |
| 151     | Ilha do Faial      | 173        | Portugal                 |
| 152     | Bømlo              | 171        | Noruega                  |
| 153     | Texel              | 170        | Países Baixos            |
| 154     | Terra de Hareid    | 166        | Noruega                  |
| 155     | Ilha Aver          | 165        | Noruega                  |
| 156     | Ilha de Nansen     | 164        | Rússia                   |
| 157     | Ilha do Sul        | 163        | Dinamarca ( Ilhas Faroé) |
| 158     | Vega               | 163        | Noruega                  |
| 159     | Ilha Payer         | 160        | Rússia                   |
| 160     | Raippaluoto        | 160        | Finlândia                |
| 161     | Terra de Bremanger | 153        | Noruega                  |
| 162     | Alsta              | 153        | Noruega                  |
| 163     | Milos              | 151        | Grécia                   |
| 164     | Achill             | 148        | Irlanda                  |
| 165     | Tjörn              | 148        | Suécia                   |
| 166     | Frøya              | 147        | Noruega                  |
| 167     | Ilha Rein          | 147        | Noruega                  |
| 168     | Ilha das Flores    | 143        | Portugal                 |
| 169     | Hoy                | 143        | Reino Unido ( Escócia)   |
| 170     | Otterøya           | 143        | Noruega                  |
| 171     | Ilha Ertvågs       | 140        | Noruega                  |
| 172     | Ilha Rainer        | 140        | Rússia                   |
| 173     | Ilha Gursk         | 139        | Noruega                  |
| 174     | Ilha Sueca         | 137        | Noruega (Svalbard)       |
| 175     | Andørja            | 135        | Noruega                  |
| 176     | Dønna              | 135        | Noruega                  |
| 177     | Föglö              | 132        | Finlândia ( Alanda)      |
| 178     | Ilha Heiss         | 132        | Rússia                   |
| 179     | Ceos               | 131        | Grécia                   |
| 180     | Ilha Skoger        | 129        | Noruega                  |
| 181     | Rømø               | 129        | Dinamarca                |
| 182     | Väddö              | 128        | Suécia                   |
| 183     | Ilha Greely        | 127        | Rússia                   |
| 184     | Ilha Sand          | 125        | Dinamarca ( Ilhas Faroé) |
| 185     | Ilha de Bute       | 122        | Reino Unido ( Escócia)   |
| 186     | Amorgos            | 121        | Grécia                   |
| 187     | Unst               | 121        | Reino Unido ( Escócia)   |
| 188     | Ilha de Guilerme I | 120        | Noruega (Svalbard)       |
| 189     | Jérsia             | 119        | Jérsia                   |
| 190     | Ilha Læs           | 116        | Dinamarca                |
| 191     | Sula               | 116        | Noruega                  |
| 192     | Dugi Otok          | 114        | Croácia                  |
| 193     | Ilha Sams          | 114        | Dinamarca                |
| 194     | Ilha Får           | 113        | Suécia                   |
| 195     | Ilha de Mármara    | 113        | Turquia                  |
| 196     | Ilha Arthur        | 111        | Rússia                   |
| 197     | Calimnos           | 111        | Grécia                   |
| 198     | Ilha Flakstad      | 110        | Noruega                  |
| 199     | Ilha Morjovets     | 110        | Rússia                   |
| 200     | Ilha Gryt          | 108        | Noruega                  |
| 201     | Ios                | 108        | Grécia                   |
| 202     | Santo Antíoco      | 108        | Itália                   |
| 203     | Rolla (Troms)      | 107        | Norway                   |
| 204     | Ilha Dolgy         | 106        | Rússia                   |
| 205     | Otava              | 105        | Finlândia                |
| 206     | Rùm                | 105        | Reino Unido ( Escócia)   |
| 207     | Ilha Låg           | 104        | Noruega (Svalbard)       |
| 208     | Ilha Bränd         | 103        | Finlândia ( Alanda)      |
| 209     | Ilha Rad           | 103        | Noruega                  |
| 210     | Ilha Sandhorn      | 103        | Noruega                  |
| 211     | Ilha Hadsel        | 102        | Noruega                  |
| 212     | Ilha Vård          | 102        | Finlândia ( Alanda)      |

## Ilhas com entre 50–100 km²
| Posição | Ilha                                                   | Área (km²) | País/Região               |
| ------- | ------------------------------------------------------ | ---------- | ------------------------- |
| 213     | Mljet                                                  | 100        | Croácia                   |
| 214     | Citnos                                                 | 99         | Grécia                    |
| 215     | Sylt                                                   | 99         | Alemanha                  |
| 216     | Ilha Ask                                               | 99         | Noruega                   |
| 217     | Vikna Interior (ilha interior do arquipélago de Vikna) | 99         | Noruega                   |
| 218     | Ilha de Santa Maria                                    | 97         | Portugal                  |
| 219     | Astipaleia                                             | 97         | Grécia                    |
| 220     | Amager                                                 | 96         | Dinamarca                 |
| 221     | Ítaca                                                  | 96         | Grécia                    |
| 222     | Ilha Borð                                              | 95         | Dinamarca ( Ilhas Faroé)  |
| 223     | Salamina                                               | 95         | Grécia                    |
| 224     | Escópelos                                              | 95         | Grécia                    |
| 225     | Ilha Sela                                              | 95         | Suécia                    |
| 226     | Sheppey                                                | 94         | Reino Unido ( Inglaterra) |
| 227     | Ilha de Gräs                                           | 93         | Suécia                    |
| 228     | Lemland                                                | 92         | Finlândia ( Alanda)       |
| 229     | Vormsi                                                 | 92         | Estónia                   |
| 230     | Rab                                                    | 91         | Croácia                   |
| 231     | Ilha Ecker                                             | 91         | Finlândia ( Alanda)       |
| 232     | Öja                                                    | 90         | Finlândia                 |
| 233     | Vis                                                    | 90         | Croácia                   |
| 234     | Ilha Rolvs                                             | 89         | Noruega                   |
| 235     | Tustna                                                 | 89         | Noruega                   |
| 236     | Austra                                                 | 88         | Noruega                   |
| 237     | Ilha Holsn                                             | 88         | Noruega                   |
| 238     | Terschelling                                           | 88         | Países Baixos             |
| 239     | Ilha Ær                                                | 88         | Dinamarca                 |
| 240     | Bela Ilha                                              | 87         | França                    |
| 241     | Míconos                                                | 86         | Grécia                    |
| 242     | Kågen                                                  | 86         | Noruega                   |
| 243     | Ilha de Ré                                             | 85         | França                    |
| 244     | Ilha Nordkval                                          | 84         | Noruega                   |
| 245     | Siro                                                   | 84         | Grécia                    |
| 246     | Egina                                                  | 83         | Grécia                    |
| 247     | Formentera                                             | 83         | Espanha                   |
| 248     | Pantelária                                             | 83         | Itália                    |
| 249     | Vikna Exterior (ilha exterior do arquipélago de Vikna) | 83         | Noruega                   |
| 250     | Benbecula                                              | 82         | Reino Unido ( Escócia)    |
| 251     | Ilha Rebbenes                                          | 82         | Noruega                   |
| 252     | Föhr                                                   | 82         | Alemanha                  |
| 253     | Ilha Färings                                           | 82         | Suécia                    |
| 254     | Tiree                                                  | 78         | Reino Unido ( Escócia)    |
| 255     | Ilha Ul                                                | 78         | Noruega                   |
| 256     | Coll                                                   | 77         | Reino Unido ( Escócia)    |
| 257     | Ilha Otr (em Møre e Romsdal)                           | 76         | Noruega                   |
| 258     | Santorini                                              | 76         | Grécia                    |
| 259     | Lošinj                                                 | 75         | Croácia                   |
| 260     | Ilha Herts                                             | 73         | Suécia                    |
| 261     | Sérifo                                                 | 73         | Grécia                    |
| 262     | Sifnos                                                 | 73         | Grécia                    |
| 263     | Storlandet (Iso-Nauvo) (ilha principal de Nagu/Nauvo)  | 72         | Finlândia                 |
| 264     | Tåsinge                                                | 70         | Dinamarca                 |
| 265     | Ilha Ål (em Pargas/Parainen)                           | 70         | Finlândia                 |
| 266     | Ilha Engel                                             | 68         | Noruega                   |
| 267     | Ilha Finn (na Nordlanda)                               | 68         | Noruega                   |
| 268     | Ilha Aln                                               | 68         | Suécia                    |
| 269     | Gozo                                                   | 67         | Malta                     |
| 270     | Ilha Eker                                              | 67         | Suécia                    |
| 271     | Casso                                                  | 66         | Grécia                    |
| 272     | Ilha Toster                                            | 66         | Suécia                    |
| 273     | Kyrklandet (em Korpo/Korppoo)                          | 64         | Finlândia                 |
| 274     | Alonissos                                              | 64         | Grécia                    |
| 275     | Ilha Vågs                                              | 64         | Noruega                   |
| 276     | Frei                                                   | 63         | Noruega                   |
| 277     | Guérnessei                                             | 63         | Guérnessei                |
| 278     | Ilha Ingar                                             | 63         | Suécia                    |
| 279     | Pašman                                                 | 63         | Croácia                   |
| 280     | Tilos                                                  | 63         | Grécia                    |
| 281     | Raasay                                                 | 62         | Reino Unido ( Escócia     |
| 282     | Graciosa                                               | 62         | Portugal                  |
| 283     | Ilha Ljuster                                           | 62         | Suécia                    |
| 284     | Ilha Tors                                              | 62         | Suécia                    |
| 285     | Ilha das Bétulas de Bolshoi (nas Ilhas das Bétulas)    | 60         | Rússia                    |
| 286     | Leka                                                   | 60         | Noruega                   |
| 287     | Ilha Ammer                                             | 60         | Suécia                    |
| 288     | Sula (em Møre e Romsdal)                               | 59         | Noruega                   |
| 289     | Barra                                                  | 59         | Reino Unido ( Escócia)    |
| 290     | Šolta                                                  | 59         | Croácia                   |
| 291     | Ombo                                                   | 58         | Noruega                   |
| 292     | Ameland                                                | 58         | Países Baixos             |
| 293     | Simi                                                   | 58         | Grécia                    |
| 294     | Kivimaa (em Kustavi/Gustavs)                           | 57         | Finlândia                 |
| 295     | Ilha Fan                                               | 56         | Dinamarca                 |
| 296     | Djarylgatch                                            | 56         | Ucrânia                   |
| 297     | Jøa                                                    | 55         | Noruega                   |
| 298     | Ilha Hems                                              | 54         | Suécia                    |
| 299     | Ilha Dyr                                               | 53         | Noruega                   |
| 300     | Leros                                                  | 53         | Grécia                    |
| 301     | Pyhämaa (em Uusikaupunki/Nystad)                       | 53         | Finlândia                 |
| 302     | Terra de Vessö (em Porvoo/Borgå)                       | 52         | Finlândia                 |
| 303     | Ilha Mörk                                              | 52         | Suécia                    |
| 304     | Ilha de São Pedro                                      | 51         | Itália                    |
| 305     | Asinara                                                | 51         | Itália                    |
| 306     | Hidra                                                  | 50         | Grécia                    |
| 307     | Sanday                                                 | 50         | Reino Unido ( Escócia)    |
| 308     | Ugljan                                                 | 50         | Croácia                   |
| 309     | Ilha Huftar                                            | 50         | Noruega                   |
| 310     | Ilha Stor                                              | 50         | Noruega (Svalbard)        |
| 311     | Ilha Wahlberg                                          | 50         | Noruega (Svalbard)        |
| 312     | Ronaldsay do Sul                                       | 50         | Reino Unido ( Escócia)    |
| 313     | Pitholmen                                              | 50         | Suécia                    |

## Ilhas com entre 20–50 km²
| Ilha                                                | Área (km²) | País/Região                         |
| --------------------------------------------------- | ---------- | ----------------------------------- |
| Ilha de Noirmoutier                                 | 49         | França                              |
| Ilha Kirjala (Kirjalansaari) (in Pargas/Parainen)   | 49         | Finlândia                           |
| Rousay                                              | 49         | Reino Unido ( Escócia)              |
| Silda                                               | 48         | Noruega                             |
| Esciato                                             | 48         | Grécia                              |
| Ilha Anzerski                                       | 47         | Rússia                              |
| Hopen                                               | 47         | Noruega (Svalbard)                  |
| Lastovo                                             | 47         | Croácia                             |
| Tomma                                               | 47         | Noruega                             |
| Westray                                             | 47         | Reino Unido ( Escócia)              |
| Gossa                                               | 46,5       | Noruega                             |
| Ilha Gims                                           | 46         | Noruega                             |
| Ísquia                                              | 46         | Itália                              |
| Oxkungar/Tengmo                                     | 46         | Finlândia                           |
| Ilha Varalds                                        | 45,5       | Noruega                             |
| Ilha Rusnė                                          | 45         | Lituânia                            |
| Ilha Nøtter                                         | 43,5       | Noruega                             |
| Santo Eustrácio                                     | 43,2       | Grécia                              |
| Ilha Helg                                           | 43         | Noruega                             |
| Porto Santo                                         | 42,27      | Portugal                            |
| Ilha Häm                                            | 42         | Suécia                              |
| Nísiros                                             | 41,4       | Grécia                              |
| Ilha Belene                                         | 41         | Bulgária                            |
| Colonsay                                            | 41         | Reino Unido ( Escócia)              |
| Fetlar                                              | 41         | Reino Unido ( Escócia)              |
| Schiermonnikoog                                     | 41         | Países Baixos                       |
| Sícino                                              | 41         | Grécia                              |
| Ilha Rennes                                         | 41         | Noruega                             |
| Ilha dos Dinamarqueses                              | 40,6       | Noruega (Svalbard)                  |
| Ilha Við                                            | 40,4       | Dinamarca ( Ilhas Faroé)            |
| Psará                                               | 40         | Grécia                              |
| Vlieland                                            | 40         | Países Baixos                       |
| Ilha Holy                                           | 39,4       | Reino Unido ( País de Gales)        |
| Ilha Hjelms                                         | 39         | Noruega                             |
| Ilha Härn                                           | 39         | Suécia                              |
| Anafi                                               | 38         | Grécia                              |
| Lillandet (em Nagu/Nauvo)                           | 38         | Predefinição:Country data FinLãndia |
| Terra de Elva                                       | 38         | Noruega                             |
| Ilha Hals                                           | 38         | Noruega                             |
| Atløy                                               | 37,5       | Noruega                             |
| Lípara                                              | 37,5       | Itália                              |
| Larsmo                                              | 37         | Finlândia                           |
| Pellworm                                            | 37         | Alemanha                            |
| Reksteren                                           | 37         | Noruega                             |
| Terra de Stortervo (Iso-Tervo) (em Pargas/Parainen) | 37         | Finlândia                           |
| Ténedos                                             | 36         | Turquia                             |
| Ilha Sand Gotlandesa                                | 36         | Suécia                              |
| Kaurissalo (em Kustavi/Gustavs)                     | 36         | Finlândia                           |
| Címolo                                              | 36         | Grécia                              |
| Ilha Lauk                                           | 36         | Noruega                             |
| Poel                                                | 36         | Alemanha                            |
| Bokn Ocidental                                      | 36         | Noruega                             |
| Terra de Stabb                                      | 36         | Noruega                             |
| Ilha Kun                                            | 35,1       | Dinamarca ( Ilhas Faroé)            |
| Antiparos                                           | 35         | Grécia                              |
| Stormolla                                           | 35         | Noruega                             |
| Emäsalo                                             | 34         | Finlândia                           |
| Ilha Handnes                                        | 34         | Noruega                             |
| Lemlahdensaari                                      | 34         | Finlândia                           |
| Patmos                                              | 34         | Grécia                              |
| Ilha Sobieszewo                                     | 34         | Polónia                             |
| Ilha Vät                                            | 34         | Suécia                              |
| Ytre Sula                                           | 34         | Noruega                             |
| Lumparland                                          | 33         | Finlândia ( Alanda)                 |
| Stronsay                                            | 33         | Reino Unido ( Escócia)              |
| Ilha Skogs                                          | 32,5       | Noruega                             |
| Kornati                                             | 32         | Croácia                             |
| Ilha Björk                                          | 32         | Finlândia                           |
| Folegandros                                         | 32         | Grécia                              |
| Ilha Hus (em Solund)                                | 32         | Noruega                             |
| Mellom-Vikna (ilha central do arquipélago de Vikna) | 32         | Noruega                             |
| Ilha Sand                                           | 32         | Noruega                             |
| Borkum                                              | 31         | Alemanha                            |
| Fournoi Korseon                                     | 31         | Grécia                              |
| Terra de Huvud (em Houtskär/Houtskari)              | 31         | Finlândia                           |
| Vartsala (em Kustavi/Gustavs)                       | 31         | Finlândia                           |
| Inishmore                                           | 30,9       | Irlanda                             |
| Landegode                                           | 30,5       | Noruega                             |
| Ilha Kals                                           | 30,4       | Dinamarca ( Ilhas Faroé)            |
| Eigg                                                | 30         | Reino Unido ( Escócia)              |
| Ilha Liding                                         | 30         | Suécia                              |
| Gavdos                                              | 29,6       | Grécia                              |
| Ilha Straum                                         | 29,5       | Noruega                             |
| Ilha Kirke (no Folde Oriental)                      | 29,5       | Noruega                             |
| Shapinsay                                           | 29         | Reino Unido ( Escócia)              |
| Ilha Vård                                           | 29         | Finlândia ( Alanda)                 |
| Čiovo                                               | 28,8       | Croácia                             |
| Ilha Trom                                           | 28,5       | Noruega                             |
| Halki                                               | 28,1       | Grécia                              |
| Bressay                                             | 28         | Reino Unido ( Escócia)              |
| Ilha Ellings                                        | 28         | Noruega                             |
| Luonnonmaa                                          | 28         | Finlândia                           |
| Sarvisalo                                           | 28         | Finlândia                           |
| Ilha Ytter (em Trøndelag)                           | 28         | Noruega                             |
| Ilha Svín                                           | 27,1       | Dinamarca ( Ilhas Faroé)            |
| Eday                                                | 27         | Reino Unido ( Escócia)              |
| Ilha Hayling                                        | 27         | Reino Unido ( Inglaterra)           |
| Ilha de Salina                                      | 27         | Itália                              |
| Ilha Fjellværs                                      | 26,5       | Noruega                             |
| Ilha Fosn                                           | 26,5       | Noruega                             |
| Ilha Lund                                           | 26,5       | Noruega                             |
| Ilha de Valentia                                    | 26,3       | Irlanda                             |
| Ilha Foulness                                       | 26         | Reino Unido ( Inglaterra)           |
| Livonsaari                                          | 26         | Finlândia                           |
| Norderney                                           | 26         | Alemanha                            |
| Olib                                                | 26         | Croácia                             |
| Paxos                                               | 25,3       | Grécia                              |
| Ilha Finn (na Rogalândia)                           | 25         | Noruega                             |
| Cálamos                                             | 25         | Grécia                              |
| Scalpay                                             | 25         | Reino Unido ( Escócia)              |
| Kyra Panagia                                        | 25         | Grécia                              |
| Ilha Sand                                           | 24,9       | Suécia                              |
| Ilha Sing                                           | 24,8       | Suécia                              |
| Ilha Tor                                            | 24,6       | Suécia                              |
| Tjøme                                               | 24,5       | Noruega                             |
| Ilha Portsea                                        | 24,3       | Reino Unido ( Inglaterra)           |
| Ilha Änges                                          | 24,2       | Suécia                              |
| Aldra                                               | 24         | Noruega                             |
| Terra de Fågelbro                                   | 24         | Suécia                              |
| Holmöarna                                           | 24         | Suécia                              |
| Ilha Oriental-Ilha Ocidental (em Vörå)              | 24         | Finlândia                           |
| Ilha Rån                                            | 23,9       | Suécia                              |
| Ilha de Giglio                                      | 23,8       | Itália                              |
| Ilha Gorumna                                        | 23,8       | Irlanda                             |
| Selbjørn                                            | 23,8       | Noruega                             |
| Ilha Ut                                             | 23,6       | Suécia                              |
| Lismore                                             | 23,5       | Reino Unido ( Escócia)              |
| Ilha Åm (na Nordlanda)                              | 23,4       | Noruega                             |
| Anholt                                              | 23         | Dinamarca                           |
| Ilha de Yeu                                         | 23         | França                              |
| Kumlinge (em Kumlinge, Alanda)                      | 23         | Finlândia ( Alanda)                 |
| Östersocknen (nas Ilhas Fögl, Alanda)               | 23         | Finlândia ( Alanda)                 |
| Poros                                               | 22,9       | Grécia                              |
| Molat                                               | 22,8       | Croácia                             |
| Ilha Musk do Sul                                    | 22,5       | Suécia                              |
| Vir                                                 | 22,4       | Croácia                             |
| Ilha Troms                                          | 22,4       | Noruega                             |
| Meganisi                                            | 22,4       | Grécia                              |
| Spetses                                             | 22,2       | Grécia                              |
| Ilha Hull                                           | 22,1       | Noruega                             |
| Fur                                                 | 22         | Dinamarca                           |
| Ilha Hals (em Korsnäs)                              | 22         | Finlândia                           |
| Hirvensalo (em Turku/Åbo)                           | 22         | Finlândia                           |
| Isoluoto (em Särkisalo/Finby)                       | 22         | Finlândia                           |
| Ilha Lur                                            | 22         | Noruega                             |
| Munapirtti (em Pyhtää/Pyttis)                       | 22         | Finlândia                           |
| Ilha Fugl do Norte                                  | 22         | Noruega                             |
| Ilha Blid                                           | 21,9       | Suécia                              |
| Ilha Mel                                            | 21,8       | Noruega                             |
| Spildra                                             | 21,4       | Noruega                             |
| Paşalimanı                                          | 21,4       | Turquia                             |
| Ilha Stor                                           | 21,3       | Suécia                              |
| Grande Bernera                                      | 21,2       | Reino Unido ( Escócia)              |
| Saria                                               | 21,1       | Grécia                              |
| Ilha Berg (em Malax/Maalahti)                       | 21         | Finlândia                           |
| Kakskerta (em Turku/Åbo)                            | 21         | Finlândia                           |
| Vahterpää (em Ruotsinpyhtää/Strömfors)              | 21         | Finlândia                           |
| Vulcano                                             | 20,9       | Itália                              |
| Afúsia                                              | 20,6       | Turquia                             |
| Amrum                                               | 20,5       | Alemanha                            |
| Hidra                                               | 20,4       | Noruega                             |
| Anticítera                                          | 20,4       | Grécia                              |
| Lampedusa                                           | 20,2       | Itália                              |
| Madalena                                            | 20,1       | Itália                              |
| Atu (em Pargas/Parainen)                            | 20         | Finlândia                           |
| Ilha Eiger                                          | 20         | Noruega                             |
| Langeoog                                            | 20         | Alemanha                            |
| Ulva                                                | 20         | Reino Unido ( Escócia)              |
| Ilha Vengs                                          | 20         | Noruega                             |
| Vigra                                               | 20         | Noruega                             |
| Whalsay                                             | 20         | Reino Unido ( Escócia)              |
| Favignana                                           | 20         | Itália                              |
| Elafonisos                                          | 20         | Grécia                              |
| Ilha Kråker                                         | 20         | Noruega                             |

## Ilhas artificiais ou não comummente consideradas ilhas
| Posição caso estivessem na lista. | Ilha        | Área (/km²)! | País          |
| --------------------------------- | ----------- | ------------ | ------------- |
| 9                                 | Peloponeso  | 21 549,6     | Grécia        |
| 40                                | Flevopolder | 970          | Países Baixos |